# Корабельная бухта
Корабельная бухта — черноморская бухта в городе Севастополь, которая впадает в Южную бухту в её северо-восточной части, между мысами Павловским и Лазарева, с глубинами в северной части — 15 метров, в южной — 10 метров. По сути это затопленная часть устья доков оврага. Часть города к востоку от бухты называется Корабельной стороной.
На берегу Корабельной бухты располагается Севастопольский морской завод. Ввиду достаточных глубин в бухте вначале были построены пристани, позднее — адмиралтейство и пять сухих доков, набережные, с расположенными на них магазинами, казармами и портовыми учреждениями, были выложены гранитом.
В 1835 году, по задумке тогдашнего командующего Черноморского флота адмирала Грейга и по проекту гидротехта 12-го класса Бориса Васильевича фон дер Флиса (иначе Фан-дер-Фликса) ещё от 1818 года в вершине бухты были построены сухие доки. Инициатором в тот раз стал адмирал Лазарев, а работами руководил инженер Джон Уптон. Уптон же построил Севастопольский акведук для снабжения доков пресной водой. Постройка доков была окончена 30 января 1850 года. 
На западном берегу бухты было заложено новое Адмиралтейство, для чего был срыт высокий мыс, разделяющий Корабельную и Южную бухты. В результате Крымской войны в 1856 году англичане, захватившие город, демонтировали шлюзовые ворота, ограбили Адмиралтейство, направленными взрывами разрушили доковый комплекс и шлюзы, уничтожили инфраструктура верфи.